# Tricyphona rubiginosa
Tricyphona (Tricyphona) rubiginosa là một loài ruồi trong họ Pediciidae. Chúng phân bố ở vùng sinh thái Nearctic.